# Вендорф, Михаил Михайлович (генерал)
Михаил Михайлович Вендорф (1833—1901) — русский военачальник, генерал-майор, участник Крымской войны.

## Биография
Родился 12 мая 1833 года.
Воспитывался в Санкт-Петербургском 1-м кадетском корпусе.
На военной службе находился с 1852 года.
По состоянию на 1884 год в чине полковника был командиром 27-го резервного батальона (с 1878 года).
Затем был командиром 97-го Лифляндского полка в 1885—1889 годах.
Умер 17 марта 1901 года в Брест-Литовске. Похоронен на Тришинском некрополе.
В августе 2012 года его могила была раскопана вандалами.

## Награды
- Награждён орденами Св. Станислава 2-й степени с Императорской короной и мечами, 2-й степени без короны и 3-й степени, Св. Анны 2-й степени и 3-й степени с мечами и бантом, Св. Владимира 4-й степени с бантом, а также медалью «В память войны 1853—1856 годов».